# Ogloblinia
Genre
Synonymes
- Prosampycus Mello-Leitão, 1935
- Quitete Mello-Leitão, 1936

Ogloblinia est un genre d'opilions laniatores de la famille des Gonyleptidae.

## Distribution
Les espèces de ce genre se rencontrent au Brésil, en Argentine et au Paraguay.

## Liste des espèces
Selon World Catalogue of Opiliones (07/09/2021) :
- Ogloblinia argenteopilosa (Mello-Leitão, 1935)
- Ogloblinia loretoensis Canals, 1933
- Ogloblinia pulchra Soares & Pinto-da-Rocha, 1995

## Publication originale
- Canals, 1933 : « Algunos datos sobre las opiliones de la subfam. Pachylinae, y descripción de tres géneros nuevos, con tres especies. » Estudios aracnológicos, vol. 1, p. 1–10.